# 道の駅なかせん
道の駅なかせん（みちのえきなかせん）は、秋田県大仙市にある国道105号の道の駅である。愛称はドンパン節の里。

## 概要
愛称のドンパン節は大仙市の旧・中仙町の大工が作った唄「円満造甚句」が元になっている。

## 施設
- 駐車場
  - 普通車：71台
  - 大型車：12台
  - 身障者用：1台
- トイレ

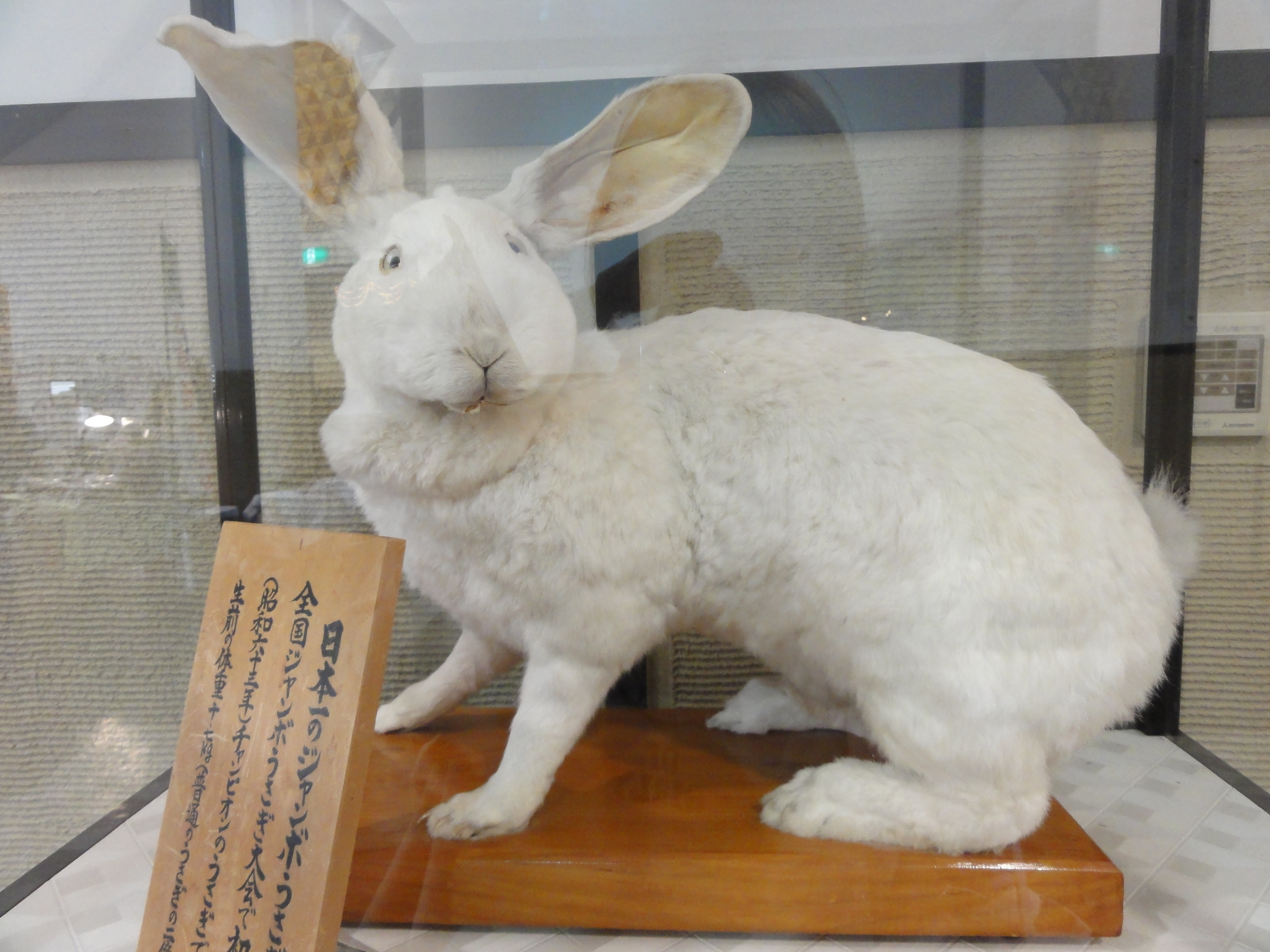
ジャンボうさぎの剥製（展示品）

  - 男：大 6器（3器）、小 15器（10器）
  - 女：14器（10器）
  - 身障者用：2器（1器）

※（）内は、24時間利用可能
- 公衆電話：2台
- 展示ホール（9:00 - 21:30）
- 特産品販売コーナー
- 情報センター（9:00 - 21:30）
- 鬼そば藤谷総本店（11:00 - 15:00、月曜日定休）
- コッペパンと焼き菓子 coco cony（月・木・金：7:00 - 15:00、水・土・日：10:00 - 15:00、火曜日定休）
- ひだまり食堂（10:00 - 15:00、冬季：10:30 - 14:00、木曜日定休）
- 野菜直売所（9:30 - 17:00）
- 特産品加工施設
- 高速バス待合所（レイク&ポート号 東京・横浜行き）

## 休館日
- 12月31日・1月1日

## アクセス
- 国道105号 - 登録路線
- 秋田県道256号土川中仙線

## 周辺
- JR 田沢湖線 羽後長野駅
- 大仙市役所中仙総合支所
- 八乙女城跡
- 八乙女公園
- 八乙女温泉『さくら荘』
- 大仙市中仙市民会館 Don-Pal
- イオン中仙ショッピングセンター